# Michael Fabricant
Michael Louis David Fabricant (né le 12 juin 1950) est un homme politique du Parti conservateur britannique. Il est député de 1992 à 2024 : pour Mid Staffordshire jusqu'en 1997, et ensuite pour Lichfield dans le Staffordshire.
Fabricant est le vice-président du Parti conservateur pour la campagne parlementaire, responsable de la stratégie du parti conservateur sur les sièges marginaux aux élections générales de 2015, ainsi que les élections partielles, mais est démis de ses fonctions en avril 2014 à la suite de commentaires qu'il a faits au sujet de la démission de Maria Miller.

## Jeunesse
Fabricant est né à Brighton le 12 juin 1950, dans une famille juive britannique et du rabbin Isaac Fabricant (1906–1989), rabbin de la synagogue Brighton et Hove et Helena Freed (1911–2004).
Fabricant fréquente le Brighton Secondary Technical School et le Brighton, Hove and Sussex Grammar School. Il étudie l'économie à l'Université de Loughborough et obtient un baccalauréat en sciences. Il étudie ensuite à l'Université du Sussex, où il obtient une maîtrise en systèmes et économétrie en 1974, et des études de troisième cycle à l'Université d'Oxford, à l'Université de Londres et à l'Université de Californie du Sud en prévisions économiques. Il est co-directeur général d'un groupe international de diffusion électronique et d'investissement en 1979, y restant jusqu'en 1991.

## Carrière parlementaire
Il se présente en vain dans le bastion travailliste de South Shields aux élections générales de 1987, obtenant 13 851 voix derrière le vainqueur David Clark. Fabricant est nommé président de l'association conservatrice de Brighton Pavilion en 1990 et reste président jusqu'à son élection à la Chambre des communes.
Fabricant est élu pour la première fois aux élections générales de 1992 pour le Mid Staffordshire (qui comprend la ville de Lichfield), regagnant le siège pour les conservateurs après que Sylvia Heal ait gagné le siège du Parti travailliste à l'élection partielle de 1990. Il l'emporte avec une majorité de 6 236 voix et est député depuis. Il prononce son premier discours le 2 juillet 1992. Le siège du Mid Staffordshire est aboli aux élections générales de 1997, mais Fabricant remporte la circonscription de Lichfield, qui est le siège principal pour le remplacer, par seulement 238 voix (0,51%). Il est député de Lichfield jusqu'à 2024, augmentant progressivement sa majorité à 4 426 voix en 2001, 7080 en 2005, 17683 en 2010, 18189 en 2015, 18581 en 2017 et 23638 en 2019. Aux élections générales britanniques de 2024, Michael Fabricant, alors député pour Lichfield depuis 32 ans, est battu par Dave Robertson.
Il devient Secrétaire parlementaire privé du secrétaire au Trésor Michael Jack en 1996. Il est porte-parole pour le commerce et l'industrie sous Michael Howard en 2003. Plus tard dans l'année, il est transféré au poste de porte-parole des affaires économiques. Il devient whip de l'opposition après les élections générales de 2005 et reste en poste après la nomination du nouveau chef David Cameron.
En novembre 2012, Fabricant publie une brochure intitulée Le pacte qui appelle à un pacte politique entre l'UKIP et le Parti conservateur, en échange d'un référendum In / Out UE. Lors de la campagne référendaire 2016 sur l'UE, Fabricant déclare qu'il voterait pour quitter l'UE. Fervent partisan du libre-échange, il déclare: "Je pense que nous faisons partie d'une économie mondiale et que nous serons beaucoup plus riches en commerçant mondialement que dans la situation actuelle".
Fabricant est limogé de son poste de vice-président du Parti conservateur après avoir tweeté « il était temps ! » (« about time! ») au sujet de la démission de Maria Miller comme ministre du cabinet. George Eaton du New Statesman pense que son limogeage est lié à sa menace de se rebeller sur le développement ferroviaire HS2 et est nécessaire pour dissuader d'autres rebelles conservateurs potentiels sur la même question. Il s'oppose au SH2 en raison de son coût financier et environnemental.
Lors d'un débat en 2016, Fabricant crie « des conneries » sur une discussion sur les impacts du Brexit . Il exprimait son désaccord avec la déclaration de l'ancien ministre de la Justice Jonathan Djanogly selon laquelle les cabinets d'avocats britanniques pourraient perdre 1,7 milliard de livres sterling de revenus si le Royaume-Uni quittait l'Union européenne.

## Présence médiatique
Fabricant est conseiller politique de la série dramatique de la BBC en 1995, The Final Cut, et fait une apparition dans l'émission .
Lors de l'heure des questions du Premier ministre le 13 septembre 2017, le Premier ministre  déclare que Fabricant apparaîtrait dans la série Celebrity First Dates de Channel 4. Elle demande: "Ce dont je ne suis pas sûre, c'est si mon honorable ami est la célébrité ou le premier rendez-vous". Près de deux mois plus tard, début novembre 2017, il est présenté comme bisexuel dans la série .

## Vie privée
Fabricant vit à Londres et Lichfield,. Il est bisexuel et s'est décrit comme "pas exclusivement gay" .
En 2015, il est touché par un cancer de la peau et un cancer de la prostate, subissant une prostatectomie comme traitement pour ce dernier.
Des collègues députés ont souvent suggéré que les cheveux blonds de Fabricant étaient une perruque. Il déclare qu'il a subi une "amélioration de la zone folliculaire", mais nie porter une perruque.